# Scinax strigilatus
Scinax strigilatus är en groddjursart som först beskrevs av Johann Baptist von Spix 1824.  Scinax strigilatus ingår i släktet Scinax och familjen lövgrodor. IUCN kategoriserar arten globalt som otillräckligt studerad. Inga underarter finns listade i Catalogue of Life.